# Krzysztof Marek Bąk
Krzysztof Marek Bąk (ur. 3 lutego 1977 w Bielsku-Białej) – polski artysta plastyk uprawiający artystyczną grafikę cyfrową. Jego działania artystyczne skupione są wokół ekslibrisu i miniatury graficznej.
W 2002 ukończył studia na Akademii Sztuk Pięknych we Wrocławiu. W 2005 na podstawie rozprawy Człowiek-zwierzę, wieczny mit. Obraz hybrydy w sztuce uzyskał stopień doktora sztuk plastycznych w zakresie grafiki, specjalność grafika. W roku 2014 na podstawie rozprawy Zarys teorii supraekslibrisu uzyskał stopień doktora habilitowanego w zakresie sztuk pięknych.
W roku 2024 uzyskał tytuł naukowy profesora.
Jest adiunktem w Katedrze Grafiki Instytutu Sztuki w Cieszynie na Uniwersytecie Śląskim. Prowadzi II Pracownię Grafiki Cyfrowej oraz Pracownię Ekslibrisu Cyfrowego. Od 2019 jest pierwszym dziekanem powstałego po przekształceniach Wydziału Sztuki i Nauk o Edukacji Uniwersytetu Śląskiego z siedzibą w Cieszynie (po krótkiej kadencji organizacyjnej powołany ponownie we wrześniu 2020).
Jest twórcą ponad 1700 ekslibrisów i małych form graficznych, do realizacji których wykorzystuje techniki cyfrowe. Swoje prace prezentował na niemal 100 wystawach indywidualnych w kraju i za granicą, m.in. w 2012 wystawiał swoje prace w łódzkiej Widzewskiej Galerii Ekslibrisu (Dalekowschodnie motywy w ekslibrisach Krzysztofa Marka Bąka). Uczestniczył w blisko 200 krajowych i zagranicznych wystawach zbiorowych, na których otrzymał liczne nagrody i wyróżnienia. Jest dyrektorem artystycznym Międzynarodowego Konkursu na Ekslibris w Gliwicach. W swoich pracach stosuje najczęściej motywy zwierzęce, posługuje się chętnie metaforą, symbolem i alegorią, a inspiracja autora surrealizmem pozwala na szeroką interpretację jego twórczości.
Prace Bąka znajdują się w zbiorach m.in. Muzeum Narodowego w Krakowie, Muzeum w Bielsku-Białej i Muzeum w Nysie. Realizował ekslibrisy m.in. dla medioznawcy Jerzego Mikułowskiego Pomorskiego, muzyka Tomasza Spalińskiego, grafika Jerzego Knopka.
Jest członkiem Deutsche Exlibris-Gesellschaft oraz American Society of Bookplate Colectors & Designers.